# 1974年全米オープン (テニス)
1974年 全米オープン（1974ねんぜんべいオープン、US Open 1974）は、アメリカ・ニューヨーク市クイーンズ区フォレストヒルズにある「ウエストサイド・テニスクラブ」にて、1974年8月27日から9月8日にかけて開催された。

## 大会の流れ
- 男子シングルスは「128名」の選手による7回戦制で、女子シングルスは「64名」の選手による6回戦制で行われた。シード選手は男子16名、女子8名。男女とも「1回戦不戦勝」（抽選表では“Bye”と表示）はない。
- コートのサーフェス（表面）は、芝生コートで実施された。

## シード選手

### 男子シングルス
1. ジミー・コナーズ　（初優勝）
2. ジョン・ニューカム　（ベスト4）
3. スタン・スミス　（ベスト8）
4. ビョルン・ボルグ　（2回戦）
5. ケン・ローズウォール　（準優勝）
6. トム・オッカー　（4回戦）
7. イリ・ナスターゼ　（3回戦）
8. アーサー・アッシュ　（ベスト8）
9. ギリェルモ・ビラス　（4回戦）
10. マニュエル・オランテス　（2回戦）
11. マーティー・リーセン　（4回戦）
12. ヤン・コデシュ　（4回戦）
13. アレックス・メトレベリ　（ベスト8）
14. ディック・ストックトン　（3回戦）
15. トム・ゴーマン　（2回戦）
16. ラウル・ラミレス　（4回戦）

### 女子シングルス
1. クリス・エバート　（ベスト4）
2. ビリー・ジーン・キング　（優勝、2年ぶり4度目）
3. オルガ・モロゾワ　（大会開始前に棄権）
4. ケリー・メルビル　（ベスト8）
5. イボンヌ・グーラゴング　（準優勝）
6. ロージー・カザルス　（ベスト8）
7. バージニア・ウェード　（2回戦）
8. レスリー・ハント　（ベスト8）

## 大会経過

### 男子シングルス
準々決勝
- ジミー・コナーズ vs.  アレックス・メトレベリ　3-6, 6-3, 6-4, 6-1
- ロスコー・タナー vs.  スタン・スミス　7-6, 6-2, 3-6, 6-1
- ケン・ローズウォール vs.  ビジャイ・アムリトラジ　2-6, 6-3, 6-3, 6-2
- ジョン・ニューカム vs.  アーサー・アッシュ　4-6, 6-3, 3-6, 7-6, 6-4

準決勝
- ジミー・コナーズ vs.  ロスコー・タナー　7-6, 7-6, 6-4
- ケン・ローズウォール vs.  ジョン・ニューカム　6-7, 6-4, 7-6, 6-3

### 女子シングルス
準々決勝
- クリス・エバート vs.  レスリー・ハント　7-6, 6-3
- イボンヌ・グーラゴング vs.  ケリー・メルビル　6-4, 7-5
- ジュリー・ヘルドマン vs.  ナンシー・グンター　7-5, 7-6
- ビリー・ジーン・キング vs.  ロージー・カザルス　6-1, 7-6

準決勝
- イボンヌ・グーラゴング vs.  クリス・エバート　6-0, 6-7, 6-3
- ビリー・ジーン・キング vs.  ジュリー・ヘルドマン　2-6, 6-3, 6-1

## 決勝戦の結果
- 男子シングルス： ジミー・コナーズ vs.  ケン・ローズウォール　6-1, 6-0, 6-1
- 女子シングルス： ビリー・ジーン・キング vs.  イボンヌ・グーラゴング　3-6, 6-3, 7-5
- 男子ダブルス： スタン・スミス＆ ボブ・ルッツ vs.  パトリシオ・コルネヨ＆ ハイメ・フィヨル　6-3, 6-3
- 女子ダブルス： ビリー・ジーン・キング＆ ロージー・カザルス vs.  フランソワーズ・デュール＆ ベティ・ストーブ　7-6, 6-7, 6-4
- 混合ダブルス： ジェフ・マスターズ＆ パム・ティーガーデン vs.  ジミー・コナーズ＆ クリス・エバート　6-1, 7-6

## みどころ
- 男子シングルス優勝者のジミー・コナーズが、全仏オープンを除く4大大会年間3冠を獲得した。1968年の「オープン化措置」実施後、男子選手の4大大会年間3冠達成は初めてだった。（ただし、1969年のロッド・レーバーによる「年間グランドスラム」を含まない。）ウィンブルドンに続き、決勝でコナーズに連敗した準優勝者のケン・ローズウォールは、当時39歳を迎えていた。